# Siros

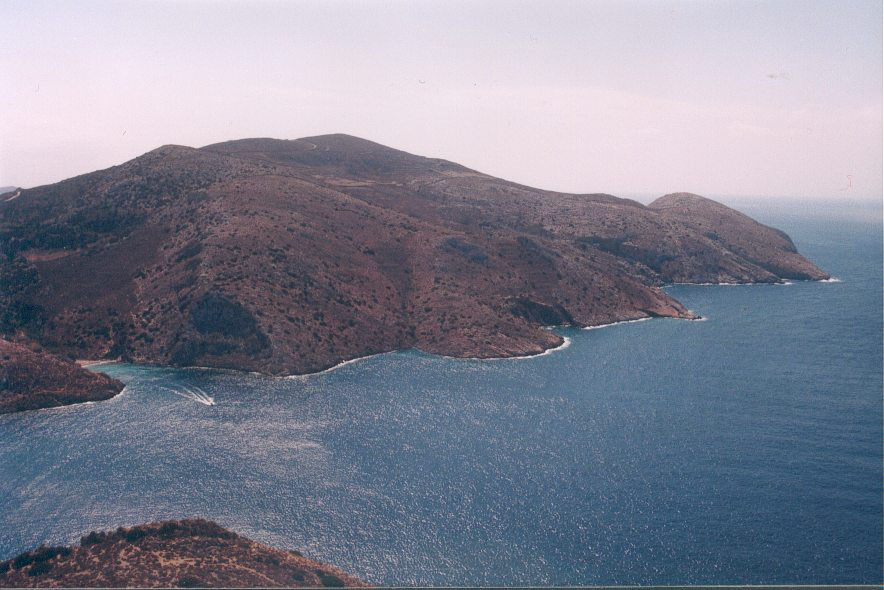
Costa este de Siros.

Siros o Siro (en griego, Σύρος, Síros, AFI: [ˈsiɾos]) es una pequeña isla de Grecia situada en el archipiélago de las Cícladas, en aguas del mar Egeo, y en ella está Hermúpolis, la capital de la periferia de Egeo Meridional y de la antigua prefectura de las Cícladas, construida en el lugar donde, en la Antigüedad, se hallaba una ciudad que se denominaba con el mismo nombre de Siros. 
En la época medieval, la isla, al igual que el resto de las Cícladas, fue ocupada por la República de Venecia, y la mayor parte de los habitantes se convirtieron a la religión católica. La población de Siros conserva en la actualidad un porcentaje considerable de católicos en relación con el resto de Grecia, país mayoritariamente ortodoxo. 
Debido a la importancia de su puerto marítimo, Siros fue una de las islas que más refugiados recibió tras las diversas guerras de Grecia con Turquía, sobre todo en 1922, tras la ocupación de Esmirna por los turcos (la llamada guerra greco-turca). Algunos de los refugiados de Asia Menor trajeron a Siros su música popular que, enriquecida con otros elementos, convirtió a la isla en una de las cunas de la música rebétika. Siros fue la patria de Márkos Vamvakáris, para muchos el mayor compositor de rebético de todos los tiempos y el primero en grabar un disco de este género musical. Una de las canciones más famosas de Vamvakáris tiene precisamente por título La Frangosirianí, es decir, «La muchacha de Siros», una canción de amor conocida por todo griego (con el adjetivo «franco» hace referencia a su condición de católica).

## Historia
En la Edad del Bronce Siros era uno de los centros más importantes de las Cícladas. En los yacimientos arqueológicos de Kastrí y Jalandrianí se han descubierto tumbas y restos de asentamientos que datan del cicládico; este es el período durante el cual se expandió la denominada Cultura Keros-Siros. Se cree que su importancia en esta época se vio favorecida por estar en un lugar estratégico destacado de la ruta entre el área continental griega y las costas de Asia Menor.
Algunos autores han creído que Siros era la misma isla que Homero cita en la Odisea con el nombre de Συρίη, que tenía dos ciudades. Sin embargo, suele considerarse que tal identificación es errónea. Durante el siglo VI a. C. nació en Siros el filósofo Ferécides. De hecho, uno de los atractivos turísticos de la isla es la gruta donde se cree que vivía este filósofo.
Durante las guerras médicas, los persas conquistaron Siros, que fue liberada por los atenienses. Luego, Siros fue miembro de la Liga de Delos, una alianza marítima creada y presidida por los atenienses, ya que aparece mencionado en las listas de tributos entre los años 452/1 y 416/5 a. C. donde se registra que pagaba un phoros de 1500 dracmas algunos años y 1000 en otros. Es posible que también fuera miembro de la Segunda Liga ateniense.
El siglo III a. C. fue un periodo de disturbios en las Cícladas, pero después Siros volvió a tener un periodo de prosperidad, como muestra la acuñación de monedas de plata del siglo II a. C.
Se tienen pocos datos del período bizantino en Siros. Sufrió desastres naturales por la acción de terremotos en el siglo IV y también incursiones de piratas sarracenos entre los siglos VII y X.
Entre 1207 y 1210 los venecianos tomaron el control de las islas Cícladas, conquistadas por Marco Sanudo. Él y sus descendientes gobernaron en Siros hasta 1383 y luego fue la familia Crispo la que pasó a ocupar el gobierno de la isla hasta 1566, aunque ya desde 1537 el duque era vasallo del sultán otomano. A partir de 1566 pasó definitivamente a control otomano, aunque la isla era administrada por señores locales y a partir de 1580 gozó de una serie de privilegios en temas eclesiásticos, judiciales y administrativos. Tras el periodo veneciano, la isla se encontró con una población católica importante que quedó bajo la protección del papa y del rey de Francia durante la ocupación turca.
De 1770 a 1774, en la guerra ruso-turca, la isla estuvo ocupada por los rusos pero tras el tratado de Küçük Kaynarca volvió a  poder de los turcos. Durante la guerra de independencia de Grecia de 1821, la isla estaba bajo protección francesa, así que permaneció neutral, pero participó en la independencia convirtiéndose en refugio para muchos griegos perseguidos por los turcos procedentes sobre todo de Quíos y de otras islas. Todos estos emigrados construyeron en algunos años la capital de la isla, Hermúpolis, que vio florecer rápidamente su economía y su cultura del siglo XIX al siglo XX; fue un período de gran prosperidad para Siros y sus habitantes y la isla se convirtió, entre 1830 y 1870, en el centro comercial y cultural de Grecia. Su declive comenzó poco a poco con la apertura del canal de Corinto y el auge del puerto de El Pireo de Atenas.
Hoy Siros es el centro administrativo y la capital de los Cícladas, así como un centro importante para el comercio, gracias a sus excelentes talleres de construcción naval y a su vida cultural muy desarrollada.

## En la cultura popular
El escritor Julio Cortázar en el cuento La isla a mediodía usa a Siros (transcrito Xiros) como obsesión de su protagonista, un auxiliar de vuelo que ve la isla cuando la sobrevuela.